# Friedebert Tuglas
Friedebert Tuglas, fino al 1923 Friedebert Mihkelson, (Ahja, 2 marzo 1886 – Tallinn, 15 aprile 1971), è stato uno scrittore, critico letterario e giornalista estone detto “il papà della letteratura estone”.

## Biografia
Tuglas nacque in Sud-Estonia ad Ahja in una famiglia di contadini. Il piccolo Friedebert entrò a scuola per la prima volta nel 1896 quando aveva già 10 anni – una cosa abbastanza normale all'epoca. Poiché in Estonia la russificazione era nel suo periodo più intenso, anche l'istruzione elementare era impartita in russo. Più tardi continuò gli studi nella scuola della città di Tartu, sempre in russo con un'unica eccezione – la religione che era insegnata in estone. Dopo il diploma, Tuglas lavorò per qualche anno nel giornale Postimees, ma nel 1904 decise di andare di nuovo a scuola – questa volta nel famoso ginnasio di Hugo Treffner. La sua vita scolastica durò poco – nel 1905 cominciò la rivoluzione e Tuglas non era riuscito a dare alcun esame.
Partecipò alla rivoluzione russa del 1905, e per questo fu arrestato e incarcerato nel Castello di Toompea per due mesi. Negli anni fra il 1906 ed il 1917 visse come rifugiato politico soprattutto in Finlandia e a Parigi, ma viaggiò sotto pseudonimo anche in vari paesi europei. Durante i suoi viaggi, Tuglas osservò a fondo le culture degli altri paesi e ebbe modo di conoscere la loro letteratura, riuscendo anche ad acquisire la padronanza di alcune lingue straniere.
Nel 1918, dopo l'indipendenza estone, tornò legalmente in patria e sposò  Emma Elisabet Oinas.
Dal 1921 al 1922, Tuglas fu l'editore ed il redattore capo del giornale Tarapita, dell'omonima associazione di scrittori.
Nel 1922 fu uno dei soci fondatori dell'associazione degli scrittori dell'Estonia e fra il 1920 e il 1930 fu varie volte presidente dell'associazione.
Durante il bombardamento di Tartu nel 1944 andarono distrutti la maggior parte dei suoi manoscritti. Nel 1946 venne eletto nell'Accademia delle Scienze della Repubblica Socialista Sovietica dell'Estonia e fu premiato anche con il titolo di Scrittore del popolo ( народный писатель), ma qualche anno dopo fu vittima delle repressioni di Stalin. Gli fu tolto il titolo e le sue opere furono vietate al pubblico. In quel periodo si guadagnava da vivere come traduttore (anonimo), ma nei libri che aveva tradotto prima della "purga" il suo nome era stato cancellato. Solo nel 1955 furono ristabiliti i suoi diritti civili, ma il suo primo libro – le memorie ("Mälestused") –  fu pubblicato solo nel 1960.
Tuglas morì nel 1971 a Tallinn. Poco dopo fu aperto il museo a lui dedicato nello stesso edificio in cui aveva abitato.

## Opere
Tuglas fece il suo debutto nel giornalismo nel 1901, ma il suo primo racconto pubblicato fu “Hingemaa” (Terra d'anima) nel 1906. I primi tentativi furono caratterizzati da un'atmosfera realistica-romantica, ma già la prima collezione di racconti “Kahekesi” (Insieme) del 1908 fu testimone delle sue intenzioni artistiche – l'opera era in stile impressionista-psicologico.
“Felix Ormusson”, il suo primo romanzo venne pubblicato nel 1915. L'omonimo protagonista, durante il corso dell'estate passata in campagna, capisce quanto sono inutili i suoi ideali romantici ma è incapace di cambiare sé stesso. Sono state notate similitudini fra Ormusson e Tuglas ma lui stesso negò la similarità. Il romanzo è considerato uno dei più coerenti esempi dello stile di prosa impressionista in estone.
Dopo la prima guerra mondiale, Tuglas fu redattore di numerosi giornali letterari, scriveva critiche e lottava contro dilettantismo, provincialismo e disorientamento dello stile. Le collezioni di racconti neoromantici pubblicate dopo la guerra, Saatus (1917, Il destino) e Raskuse vaim (1920, lo spirito della pesantezza) sono un misto di realismo, horror e grottesco con elementi di simbolismo. L'intenzione di Tuglas era di creare dei racconti che assomigliassero a dei miti. Continuò in questo modo anche nei racconti successivi degli anni 1920 e 1930.
Le monografie sul poeta Juhan Liiv (1914 e 1927) e altri temi, ricerche, ecc. sono stati un grande contributo per la giovane scienza della letteratura estone. Il suo “Teekond Põhja-Aafrika” (Viaggio nel Nord Africa), un diario di viaggio in tre volumi è stato pubblicato nel 1928-1930. Nel 1937 venne pubblicato il secondo e ultimo romanzo “Väike Illimar” (Il piccolo Ilimar) basato sulle proprie memorie dell'infanzia.  Nel 1960 furono pubblicate le memorie “Mälestused”

## Impatto culturale
Il suo contributo come critico, giornalista, traduttore è stato fondamentale. Tuglas, insieme a Gustav Suits, fondò l'associazione Noor-Eesti (Giovane Estonia) con lo scopo di sviluppare la cultura e la letteratura, trasformandole in una cultura moderna di stampo europeo modificando quella che fino ad allora, secondo lui, era soprattutto provinciale, neorealistica e rurale. Fu merito di Noor-Eesti il mettere in evidenza il talento poetico di Juhan Liiv.
Tuglas fece parte di numerose associazioni e giurie di premi letterari. Fondò anche l'associazione letteraria “Siuru” (1917), fu redattore dei giornali letterari “Odamees”, “Ilo”, “Tarapita” e fondatore di “Looming”, uno dei principali giornali letterari estoni che è pubblicato ancora oggi; fu uno dei fondatori e più volte presidente dell'associazione degli scrittori dell'Estonia. Contribuì anche alla scienza della letteratura con le sue monografie e le sue tesi.
Con i suoi diari di viaggio fu anche uno dei fondatori della letteratura del viaggio artistico in estone, stabilendo che oltre alle descrizioni dei luoghi fosse messa in evidenza anche la storia e la cultura. Oltre ciò scrisse critiche e lavorò come traduttore importando nella cultura estone tante importanti opere di autori europei.